# Des révolutions des sphères célestes
De revolutionibus orbium coelestium (Des révolutions des orbes célestes ou des sphères célestes) est l'œuvre de l'astronome polonais Nicolas Copernic (1473-1543) sur l'héliocentrisme, est imprimée pour la première fois en 1543 à Nuremberg. Le livre offre une version alternative de l'Univers à celle proposée jusque-là par le géocentrisme.

## Histoire

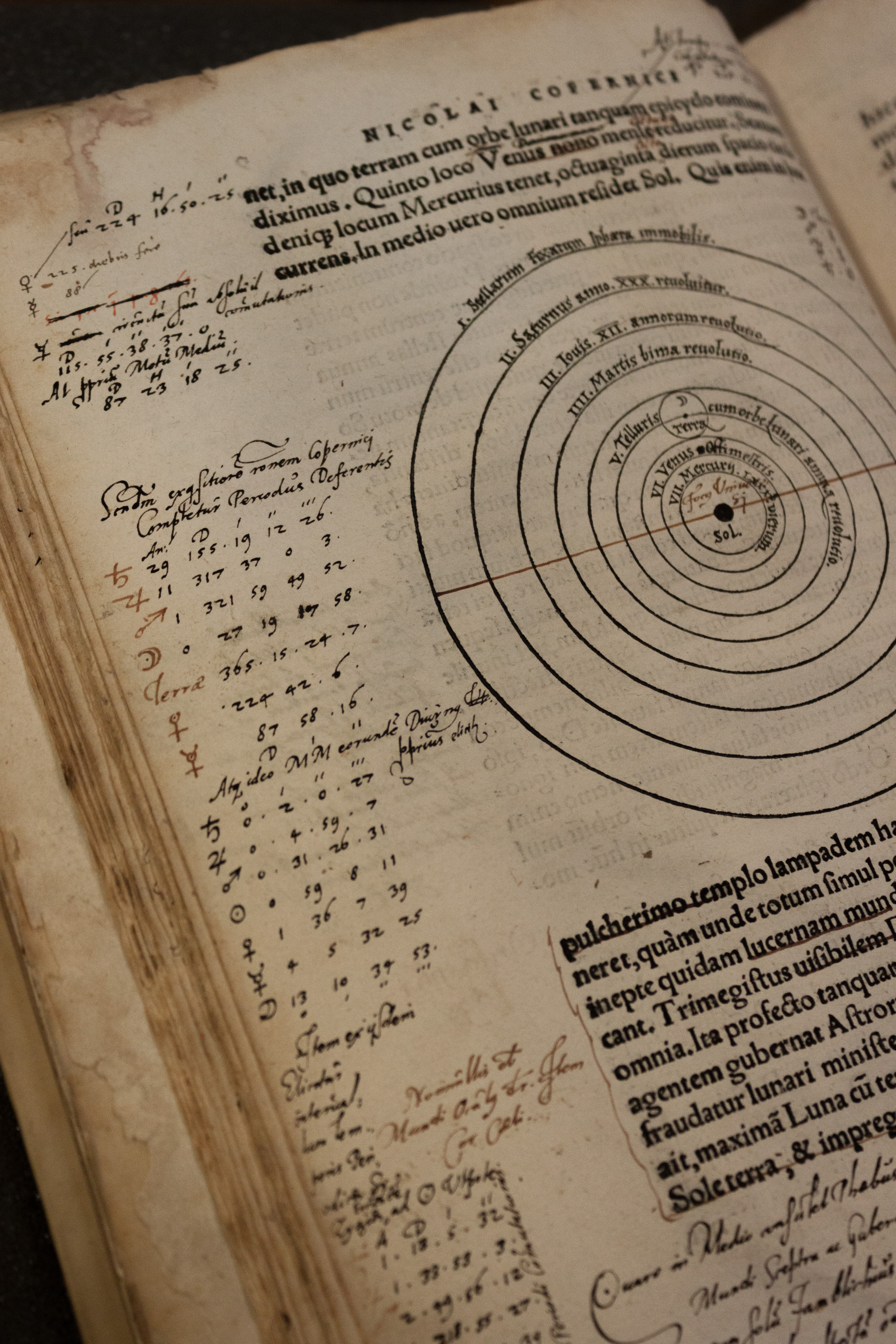
Détail d'une copie de l'ouvrage, avec des annotations d'Erasmus Reinhold et Paul Wittich (bibliothèque de l'université de Liège).

C'est la seule œuvre de Copernic sur l'astronomie qui fut imprimée de son vivant. Même si ses idées avaient déjà circulé par divers moyens avant cette parution, nous savons peu de choses sur l'élaboration de sa pensée, et donc de celle de cette œuvre. 
L'étude de sa correspondance ne donne guère de renseignements. La seule lettre connue de Copernic qui traite d'astronomie (d'un point de vue scientifique), la « lettre contre Werner » écrite en 1524, a pour sujet la précession des équinoxes, ce qui n'a pas de rapport direct avec sa cosmologie.
Toutefois, une grande ressemblance entre les détails mathématiques décrites dans son œuvre et ceux avancés par l'astronome arabe Ibn al-Shâtir, un siècle et demi avant lui, ont été révélées. Les investigations sur ce sujet sont dans leur début.
Le Commentariolus, première ébauche antérieure d'au moins 30 ans, présente pourtant une conception  déjà achevée de l'univers. Outre l'œuvre elle-même, ce court traité et les témoignages de ceux qui en ont eu connaissance, les historiens peuvent s'appuyer sur la lettre au pape Paul III, qui est la préface que Copernic a choisi pour le De Revolutionibus, et sur la Narratio Prima, ce « premier rapport » sur ses travaux, que son élève Rheticus rédige et fait imprimer en 1540, et qui est jointe en appendice de la seconde édition (datée de 1566) du De Revolutionibus.
Enfin, chose assez exceptionnelle pour l'époque, le manuscrit original de Copernic, celui sur lequel il travaille jusqu'à la fin de sa vie, nous est parvenu. Il contient des repentirs, et ne correspond pas toujours à l'ouvrage imprimé. Son étude a fourni des informations sur son élaboration. Copernic l'a de plus probablement corrigé après avoir reçu les premières épreuves.

### Le Commentariolus
Dès le début des années 1510, Copernic avait écrit un court traité, connu aujourd'hui sous le nom de Commentariolus (Nicolai Copernici de hypothesibus motuum caelestium a se constitutis commentariolus) où il présentait le système héliocentrique, et dont il fit circuler quelques copies manuscrites. Un tel manuscrit anonyme est décrit par Matthias de Miechow, professeur à l'université de Cracovie, dans un inventaire de sa bibliothèque datant de 1514. Celui-ci en dit suffisamment pour qu'il soit clair qu'il s'agit du manuscrit de Copernic. On a ainsi une date limite pour sa conception. Bien que connu de Tycho Brahe qui en diffuse lui-même quelques copies, il ne fut redécouvert et publié qu'à la fin du XIXe siècle. On en connait aujourd'hui trois exemplaires dont aucun n'est de la main de Copernic. Celui-ci y défend que les mouvements des planètes doivent être décrits par composition de mouvements circulaires uniformes, ce à quoi, estime-t-il, Ptolémée a échoué en introduisant le point équant. Il postule l'immobilité du soleil — centre des orbes (ou sphères) célestes qui portent les planètes, et le mouvement de la terre — elle-même centre de l'orbe de la lune.  Le soleil n'est en fait pas exactement le centre des orbes planétaires, qui est légèrement décalé pour rendre compte de la non uniformité du mouvement apparent de celui-ci (comme de façon équivalente chez Ptolémée). La construction mathématique du Commentariolus, destinée à remplacer l'usage du point équant, est à base de mouvements circulaires uniformes, comme le sera celle, différente, utilisée dans le De Revolutionibus. Le traité ne présente aucune démonstration : celles-ci sont renvoyées à l'ouvrage majeur projeté, le futur De Revolutionibus.

### Rheticus et la Narratio Prima

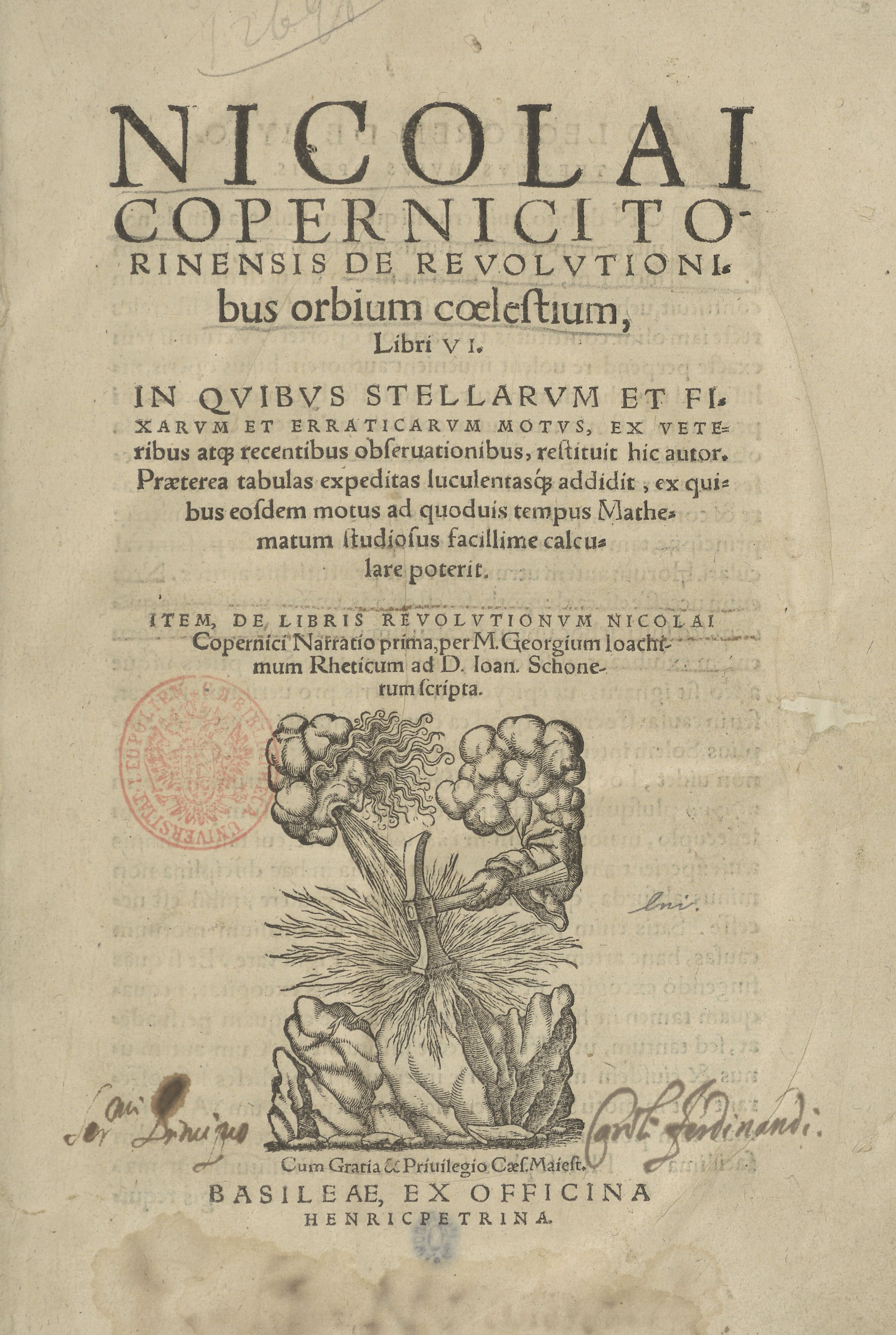
Première page de la 2e édition du De Revolutionibus, par la maison Henricpetri à Bâle, 1566, à laquelle est jointe la Narratio Prima de Rheticus

À la fin des années 1530 l'ouvrage était fort avancé : l'ensemble des recherches de Copernic sur le calcul des positions des planètes dans cette hypothèse, et leur comparaison avec l'observation du ciel, était consigné et organisé dans un manuscrit de plus de quatre cents pages. Cependant, en dépit de sollicitations diverses, tout particulièrement celles de son ami le plus cher, Tiedemann Giese, Copernic se refusait à publier ses travaux.
La mise au point et la publication du manuscrit, sous le titre De revolutionibus orbium cœlestium, sont intimement liées au séjour de deux ans que Rheticus effectua à Frauenburg (Frombork) auprès de Copernic entre 1539 et 1542.

### Impression
Le livre, imprimé à Nuremberg sur les presses de Johann Petreius, présentait deux préfaces. La préface anonyme, l'Ad Lectorem (« Au Lecteur »), rédigée par le théologien luthérien Osiander (auquel Rheticus avait confié le soin de surveiller la fin de l'édition) qui l'avait substituée à l'introduction initialement prévue par Copernic, est célèbre par sa présentation de l'héliocentrisme comme une simple hypothèse mathématique, ce qui n'était absolument pas l'opinion de Copernic, ni celle de son disciple Rheticus. La préface de Copernic, adressée en tant que catholique au pape Paul III, précisait que sa doctrine était conforme à la véritable constitution du monde. Grâce à cette précaution diplomatique, Osiander exprimait l'interprétation qui deviendra courante dans les milieux ecclésiastiques et chez les astronomes, selon laquelle la théorie copernicienne n'était qu'une simple hypothèse destinée à faciliter le calcul de la position des planètes.
La légende raconte que le premier exemplaire achevé fut apporté à l'auteur sur son lit de mort.

## Œuvre
Le De Revolutionibus Orbium Coelestium est divisé en six livres et conçu sur le modèle de l'Almageste de Ptolémée. Passés les premiers chapitre du livre I consacré à la description de sa cosmologie et à sa justification, le livre est extrêmement technique.[à développer]

## Réception
Le livre, tiré en 1543 à mille exemplaires, ne causa qu'un débat modeste à l'époque car il n'était d'aucune utilité pour les astronomes de l'époque qui cherchaient avant tout à calculer les éphémérides et dresser des horoscopes. Il ne provoqua pas de sermons enflammés sur le fait qu'il contredisait les écritures saintes ; la préface d'Osiander eut, à cet égard, un certain succès. En 1546, cependant, un Dominicain du nom de Giovanni Maria Tolosani, écrivit un traité dénonçant ces écrits et défendant la vérité absolue des Écritures. Tolosani affirma aussi que Bartolomeo Spina, le Maître des Lieux Saints, avait tenté de condamner ces écrits mais en avait été empêché à cause de sa santé défaillante.
Quelques années après la mort de Copernic, Erasmus Reinhold développa ses Tabulae prutenicae (« Tables pruténiques »), qui se basent sur les travaux de Copernic. Ces tables furent utilisées par le pape Grégoire XIII pour instituer son calendrier grégorien. Elles furent également utilisées par les marins et les explorateurs qui, aux 14e et 15e siècles, utilisaient la Carte des Étoiles de Regiomontanus.
La Sacrée Congrégation de l'Index publia le 5 mars 1616 un décret qui condamnait la théorie héliocentrique défendue dans ce livre. Le retrait de l'ouvrage de l'Index fut accompli par le pape Grégoire XVI en 1835.